# Culture (Migos)
Culture (reso graficamente C U L T U R E) è il secondo album in studio del gruppo hip hop statunitense Migos, pubblicato il 27 gennaio 2017 da Quality Control, 300 e Atlantic Records. L'album vede la collaborazione di DJ Khaled, Lil Uzi Vert, Gucci Mane, 2 Chainz e Travis Scott. La copertina del disco è stata interamente curata da un giovane designer italiano, Moab.
AnyDecentMusic? vota l'album con 7.1 su 10, mentre il sito Metacritic gli assegna 79/100.

## Ricezione e successo commerciale
Culture ottiene il plauso universale da parte della critica: Complex, Exclaim!, HipHopDX, Rolling Stone e Billboard lo inseriscono nelle loro liste dei migliori dieci album del 2017.
L'album debutta al primo posto della Billboard 200, vendendo l'equivalente di 131.000 copie fisiche nella prima settimana (44.000 effettive copie fisiche). Raggiunge il primo posto anche nella Top R&B/Hip-Hop Albums, divenendo il primo album del gruppo a raggiungere il primo posto in entrambe le classifiche. Al 5 luglio del 2017, l'album ha venduto l'equivalente di 1.002.000 copie nel mercato statunitense. Il 14 luglio seguente, Culture è certificato disco di platino dalla RIAA. Debutta anche al primo posto nella chart canadese vendendo 2.000 copie nella prima settimana.
| Recensione    | Giudizio |
| ------------- | -------- |
| AllMusic      | [ 15 ]   |
| The A.V. Club | B+       |
| Consequence   | B        |
| Exclaim!      | [ 18 ]   |
| HipHopDX      | [ 19 ]   |
| Rolling Stone | [ 20 ]   |
| The Observer  | [ 21 ]   |
| Pitchfork     | [ 22 ]   |
| PopMatters    | [ 23 ]   |
| Vice          | A−       |

## Tracce
1. Culture (featuring DJ Khaled) – 2:33
2. T-Shirt – 4:02
3. Call Casting – 3:52
4. Bad and Boujee (featuring Lil Uzi Vert) – 5:43
5. Get Right Witcha – 4:17
6. Slippery (featuring Gucci Mane) – 5:04
7. Big On Big – 4:50
8. What The Price – 4:08
9. Brown Paper Bag – 3:31
10. Deadz (featuring 2 Chainz) – 4:34
11. All Ass – 4:54
12. Kelly Price (featuring Travis Scott) – 6:03
13. Out Yo Way – 4:48

## Classifiche

### Classifiche settimanali
| Classifiche (2017)        | Posizione massima |
| ------------------------- | ----------------- |
| Australia                 | 26                |
| Australia Urban           | 2                 |
| Belgio (Fiandre)          | 67                |
| Belgio (Vallonia)         | 92                |
| Canada                    | 1                 |
| Danimarca                 | 30                |
| Finlandia                 | 7                 |
| Francia                   | 44                |
| Germania                  | 63                |
| Nuova Zelanda             | 20                |
| Paesi Bassi               | 9                 |
| VG-lista                  | 17                |
| Regno Unito               | 16                |
| Stati Uniti               | 1                 |
| US Digital Albums         | 1                 |
| US Top Rap Albums         | 1                 |
| US Top R&B/Hip-Hop Albums | 1                 |
| Svezia                    | 31                |
| Svizzera                  | 22                |

### Classifiche di fine anno
| Classifiche (2017)        | Posizione |
| ------------------------- | --------- |
| Canada                    | 13        |
| Danimarca                 | 60        |
| Islanda                   | 20        |
| Nuova Zelanda             | 46        |
| Paesi Bassi               | 81        |
| Svezia                    | 78        |
| Stati Uniti               | 8         |
| US Top Rap Albums         | 4         |
| US Top R&B/Hip-Hop Albums | 6         |